# Црногорско-турски рат (1876—1878)
Црногорско-турски рат је био је рат између Црне Горе и Османског царства који се водио између 1876. и 1878. године. Рат је окончан победом Црне Горе и њених савезника, Србије и Русије. У рату је вођено 6 већих и 27 мањих битака, а међу њима је била пресудна битка код Вучјег дола.
Устанак у оближњој Херцеговини је изазвало низ побуна и устанака против Османског царства у Европи. Црна Гора и Србија су се сложиле да објаве рат Турској 28. јуна 1876, чиме је почео рат. Црногорци, у савезу са Херцеговцима су побиједили. Битка која је била кључна за побједу Црне Горе у рату је била битка код Вучјег дола. Године 1877. Црногорци су водили тешке битке дуж границе са Херцеговином и Албанијом. Кнез Никола I Петровић Његош је преузео иницијативу и напао је турске снаге које су долазиле са севера, југа и запада. Освојио је Никшић (24. септембра 1877), Бар (10. јануара 1878), Улцињ (20. јануара 1878), Грможур (26. јануара 1878) и Врањину и Лесендро (30. јануара 1878).
Рат је окончан када је Османско царство потписало примирје са Црном Гором у Једрену 13. јануара 1878. године. Напредовање Русије ка Истанбулу је приморало Османско царство да потпише мир, чиме је призната независност Црне Горе, Србије и Румуније, а територија Црне Горе увећана са 4.405 km² на 9.475 km². Црна Гора је такође добила градове Никшић, Колашин, Спуж, Подгорицу, Жабљак, Бар, као и излаз на Јадранско море.

## Узроци рата
Октобра 1874. године у Подгорици, која је тада била погранични град Османског царства према Црној Гори, убијен је Јусуф-бег Крњић, знаменити османски чиновник. Највјероватније га је убио један блиски рођак војводе Марка Миљанова. У знак освете, Турци су извршили одмазду над становништвом и трговцима. Овај догађај је прозван Подгорички покољ. Он је резултовао лошим односима Црне Горе и Османског царства, које је још више погоршало избијање устанка у Херцеговини. Црна Гора је устаницима пружала велику војну и материјалну помоћ и заступала њихових интереса пред Портом. Црна Гора је за себе тражила дио Херцеговине што јој османска влада није хтјела уступити. Због тога је Црна Гора, јуна 1876 године објавила рат Османском царству, а одмах затим и Књажевина Србија.

## Ток рата
Црна Гора је била принуђена на борбу против Турака, пре свега због плодног земљишта. Због тога су били чести сукоби око Подгорице и Колашина. Уједињена омладина српска радила је на подизању Црне Горе, али није наилазила на подршку Цетиња ни Београда. После смрти кнеза Михаила, црногорски књаз Никола није био спреман да се одрекне престола у корист Обреновића. Он је маштао да се сам стави на чело велике српске државе. Проношени су и гласови да ће га на то место поставити Русија. Стога је настао сукоб интереса, нарочито око Херцеговине, које је Црна Гора сматрала својом интересном сфером. Мимо воље влада у Београду и Цетињу, у Херцеговини је 1875. године избио устанак. Црна Гора у почетку помаже устанике тајно, а затим јавно. Мало Цетиње постало је важно дипломатско средиште јер се знало да оно држи конце за умирење устанка. Пошто није успела да смири устанак, Црна Гора се и сама одлучила за рат против Турака. Тако је закључен Венецијански споразум са српском владом. Црногорски ратни план предвиђао је офанзиву у Херцеговини на коју је упућено 14 батаљона на челу са књазом Николом. Наоружање црногорске војске било је далеко иза турског. Турска је у почетку ангажовала 36.000 људи против Црне Горе, али је касније довукла појачања. Одлучујућа битка вођена је на Вучјем Долу 28. августа 1876. године. Турска војска је поражена и повукла се у Билећу и Требиње. Када је сазнала да се неће моћи проширити на Херцеговину (због Аустроугарске), црногорска војска се пребацила у рејон Подгорице. Одлучујућа битка на јужном сектору вођена је на Фундини. Турска војска била је страховито потучена, након чега су уследили порази у још неколико битака (Спуж, Подгорица). Након завршетка првог српско-турског рата, Порта је водила преговоре о миру одвојено са Црном Гором и Србијом. Мир са Србијом је склопљен, док са Црном Гором није. Књаз Никола је 26. априла 1877. године наредио настављање ратних операција. Турци доживљавају поразе у Острошком кланцу и код манастира Мораче (јун 1877). Турска војска се потом повлачи да би се борила против Руса. Црногорци освајају Никшић и Бар, чиме излазе на море. Напад на Подгорицу обустављен јер су стигле вести о примирју.

## Последице
На Берлинском конгресу Црна Гора добила је Никшић, Колашин, Спуж, Подгорицу, Жабљак, Плав, Гусиње. Последња два града враћена су Турској. Преко Бара и Улциња, кога је добила 1880. године, Црна Гора је добила излаз на море. Није имала право да на њему држи ратну флоту нити да изграђује утврђења. Аустроугарска је тамо вршила поморску, санитарну и полицијску контролу.

## Битке
- Битка код Вучјег дола
- Битка на Фундини
- Битка на Маљату
- Битка код Мартинића